# 索姆河畔克雷西
索姆河畔克雷西（法語：Cressy-sur-Somme，法語發音：[kʁesi syʁ sɔm]）是法国索恩-卢瓦尔省的一个市镇，属于沙罗勒区。

## 地理
索姆河畔克雷西（46°41'41"N, 3°52'5"E）面积28.13 平方千米，位于法国勃艮第-弗朗什-孔泰大區索恩-卢瓦尔省，该省份为法国中部省份，北起顺时针与科多尔省、汝拉省、安省、罗讷省、卢瓦尔省、阿列省和涅夫勒省接壤。
与索姆河畔克雷西接壤的市镇（或旧市镇、城区）包括：泰尔南、圣塞纳、塔济伊、格吕里、马尔塔、马尔利苏西西。
索姆河畔克雷西的时区为UTC+01:00、UTC+02:00（夏令时）。

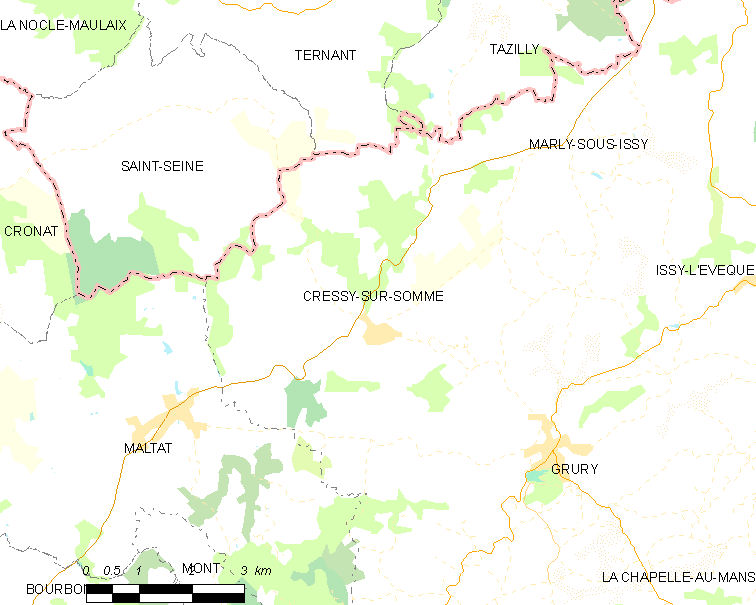
索姆河畔克雷西的OSM定位图

## 行政
索姆河畔克雷西的邮政编码为71760，INSEE市镇编码为71152。

## 政治
索姆河畔克雷西所属的省级选区为格尼翁县。

## 人口

1962-2008年间索姆河畔克雷西人口变化图示

索姆河畔克雷西于2022年1月1日时的人口数量为174人。